# 明日方舟
《明日方舟》是中国大陆游戏开发商鹰角网络开发的免费抽卡手机游戏。游戏结合了战略角色扮演元素和塔防机制，此外部分游戏模式还结合了Roguelike游戏与基地建设等游戏元素。游戏基于架空故事背景下的“泰拉”大陆，玩家将扮演“罗德岛”阵营失去记忆的“博士”，领导罗德岛联合世界观下的其他势力解决“源石”带来的灾难。
游戏于2017年立项，历时2年开发。2019年5月1日在中国大陆首发。翌年1月16日，通过代理商在日本、韩国及全球上线。同年6月29日通过代理商在臺港澳地區推出。
自2019年上线至今，《明日方舟》取得了商业上的成功，是全世界收入最高的塔防类手机游戏，曾多次在多个服务器登顶App Store畅销榜，亦取得多个奖项。

## 游戏玩法

《明日方舟》的某个战斗关卡。敵人从右向左發起进攻。

《明日方舟》是塔防类型的关卡制手机游戏。游戏内可部署角色被称为“干员”，玩家需要将角色放置在适当的位置，并利用关卡机制或给予的道具击杀从“侵入点”进入战场的敌人，从而阻止敌人进入玩家方的“保护目标”。
角色按照稀有度被分为1星至6星，根据不同职业定位分为八大类职业与若干大类下职业分支，每种职业分支有不同的放置位置限制，放置消耗、攻击方式、攻击范围、攻击伤害类型或触发效果等亦可能不同。每个角色均有可对自身特性或战场特性产生影响的天赋。玩家可以使用道具对角色本身与角色技能进行升级或进阶，亦可以通过“模组”系统对干员天赋与数值进行一定程度的加强。
玩家可以通过两种方式获取角色：通过名为“寻访”的抽卡系统获取角色，通过「公开招募」消耗道具和时间以获得角色；此外也有角色通过活动赠送获得。抽卡系统设有保底机制，重复抽取一定次数可必定获得6星角色。重复获得角色时，可略微提升该角色的部分属性或天赋。
玩家可携带至多12名自有角色与1名游戏好友的「助戰」角色游玩一般关卡。游玩需消耗玩家体力（稱爲「理智」），体力随时间缓慢恢复。游玩关卡时，每个角色均有不同放置消耗、生命值与技能值：随时间恢复的放置点数满足放置消耗后角色可以被放置；当生命值归零后，角色将被强制移出战场，需要等待一段时间后才能再次放置；当技能值满后，角色将可以释放技能杀伤敌方单位或治疗友方单位等。在没有敌人进入“保护目标”的情况下玩家将获得三星评价，每次游玩关卡时有概率获得若干养成材料以强化干员，首次三星评价通关关卡时可以获得高级货币，可用于抽卡获取角色或购买角色外观等。取得三星评价且未使用好友角色后，玩家在往后每次游玩时均可消耗同等或至多6倍体力，由系统自动按照玩家游玩时的操作进行游戏，但不可跳过战斗过程。
除一般游戏关卡外，游戏亦有其他玩法系统：“基建”系统可进行辅助角色养成的操作，如获得角色养成资料、进阶角色技能等；“集成战略”系统是基于Roguelike的单局线性节点模式，玩家通过塔防战斗探索地图线性节点，构筑阵容与获取加成道具；“生息演算”系统是基于基地建设探索的单局网状节点模式，玩家通过塔防战斗与采集资源，对主基地进行建设与升级等。

## 游戏设定
《明日方舟》基于幻想性世界观和架空的故事背景，玩家将作为“罗德岛”制药公司的领导人之一“博士”，在“天灾”威胁下的世界救助感染者，处理争端并对抗阻碍。

### 世界观
游戏世界设定在“泰拉”大陆，人类表现出如兽耳的非人类特征，如以猫为原型的菲林族:85代表的动物特征、以龙为原型的龙族:103代表的神话特征、以天使为原型的萨科塔族:105代表的宗教特征等。与之类似，世界观中的国家与地区亦一定程度参考了现实世界中的特征，比如维多利亚参考了英国，龙门参考了中国较为发达的都市，并含有东亚文化圈元素。
游戏世界观的根基与故事的起源是一种数量不断增长的，名为“源石”的晶体矿物。其有多种不同形态，在泰拉大陆广泛分布。源石是最重要的天然能源与工业原料，但同时也会带来毁灭性的天灾:16。可以通过被称为“源石技艺”的方法转化源石中能量的形式:2。然而被活性化的源石一旦与人体正常细胞相结合就会侵蚀并取代健康身体组织，使人感染“矿石病”，成为感染者。感染者体表一般存在源石结晶分布，随着感染加重，感染者腔体内与血液内均将出现源石结晶，但同时感染者可以施放更加强大的源石技艺。由于矿石病不可被完全治愈，致死率是100%，且死亡时身体将崩解释放大量源石微粒，出现高传染性，因此泰拉大陆各地政府和非感染者，大多与矿石病感染者之间具有相当尖锐的矛盾。大多数政府会选择大规模隔离或驱逐感染者，非感染者也对感染者抱有歧视:26-31。随着意图对非感染者实施报复的一些感染者组成了感染者武装团体“整合运动”，两方对立愈加尖锐:副册 pp.7。
玩家所在阵营“罗德岛制药”是一家致力于最终治愈矿石病，为感染者提供矿石病的治疗方案的独立医药研发企业，同时也为组织或政府提供包括军事行动派遣在内的矿石病问题应对方案:397，基地为来自泰拉大陆先史文明的“罗德岛”号舰船:171。
泰拉大陆文明早期对天灾的规避能力较弱，为了提高规避天灾的效率，各个政府开发建造了“移动城市”。移动城市以源石作为燃料，通过巨型履带负载城市地块依据规定的空间范围进行周期性运动，以规避天灾:44。游戏主线剧情即从“切尔诺伯格”移动城市开始。玩家扮演的已失忆的“博士”被由罗德岛领导人阿米娅领导的小队从切尔诺伯格唤醒并救出，而因此罗德岛与正在向切尔诺伯格发起第一次大规模进攻的整合运动发生冲突:副册 pp.10，引出游戏第一阶段主线“切尔诺伯格-龙门事件”。
《明日方舟》的主线剧情与部分活动剧情围绕着感染者与非感染者间的隔阂与冲突展开。除此之外，“泰拉”大陆诸国之间的冲突与战争、种族间的争斗与撕裂，甚至是人与非人生物间的战斗等，也都是《明日方舟》世界观和剧情的重要组成部分。

### 重要角色
博士（衍生动画配音：冯骏骅（中国大陆）；甲斐田幸（日本））
名字由玩家自己确定，但游戏中语音均以“博士”称呼。“博士”曾是泰拉大陆先史文明的顶尖科学家，专精源石研究。由于先史文明面临的灭绝之灾选择在“罗德岛”号中休眠，跨越上万年的时间，其后被作为罗德岛制药前身的“巴别塔”唤醒并救下尚年幼的阿米娅。担任“巴别塔”的领导人后因不明原因失去记忆，在切尔诺伯格地下重新进入休眠:398。休眠数年后被阿米娅小队唤醒并救出，由玩家扮演作为罗德岛制药的领导人之一与战术指挥官指挥罗德岛的行动。游戏设定中，博士通过“PRTS”系统指挥干员作战，观察战场情况等。
阿米娅（配音：陶典（中国大陆）；黑泽朋世（日本））
罗德岛制药的领袖，看似软弱实则坚强的少女:副刊 pp.27。父母在帮助“巴别塔”运送货物时遭遇车祸去世，尚年幼的阿米娅被正在游历泰拉大陆的“博士”救下，因矿石病回到“巴别塔”治疗并被“巴别塔”领袖收养:404。在“巴别塔”遭遇意外后作为继承人成为罗德岛制药的领袖:398。
凯尔希（配音：刘雪（中国大陆）；日笠阳子（日本））
“巴别塔”与罗德岛制药的领导人，罗德岛医疗部门总负责人，阿米娅的直接辅导者。在剧情中，凯尔希曾与先史文明的“博士”有匪浅关系，在泰拉现文明萌芽时即开始在泰拉大陆游历，度过了漫长的时间。在“巴别塔”遭遇意外后安排已经失去记忆的“博士”进入切尔诺伯格地下休眠:398。
陈（配音：虫虫（中国大陆）；石上静香（日本））
本名陈晖洁，负责龙门安全的“龙门近卫局”特别督察组组长，游戏早期主要角色中唯一的东方角色:副刊 pp.27。与“整合运动”领袖是同母异父的姐妹:副册 pp.5，在“切尔诺伯格-龙门”事件中发挥重要作用。
推进之王（配音：梁爽（中国大陆）；川澄绫子（日本））
本名维娜·维多利亚，维多利亚首都“伦蒂尼姆”议会议长，父亲是受绞刑的维多利亚皇帝:114，游戏第二阶段主线“伦蒂尼姆事件”主角。

## 开发历程

### 团队组建与前期构想
《明日方舟》制作人海猫络合物（钟祺翔）早在2013年就完成了名为「<3.0>」的个人作品世界观合集，并在其后担任手机游戏少女前线主美术期间进一步完善这一世界观。2016年，钟祺翔离职散爆网络，与在Google任职的黄一峰共同基于该世界观思考制作一款手机游戏。两人开始组建鹰角网络，黄一峰担任技术负责人与CEO，钟祺翔担任游戏制作人，而游戏主程序与主策划分别由黄一峰在上海交通大学的校友袁理与樊润冬担任。初创时期的《明日方舟》制作组“蒙塔山工作室”仅有4人，团队美术总监的职位仍然空缺，钟祺翔选择了邀请当时仍在Cygames工作的学长「唯@W」（王卫琦）加入。抱着希望与钟祺翔共事，创作一个具有个人代表性的作品的目的，王卫琦同意了钟祺翔的邀请:副册 pp.15。
游戏是先确定了英文名“Arknights”，有“方舟”“骑士”“夜晚”等双关意，而中文名“明日方舟”则是在一场烧烤时定下的名字。在《明日方舟》项目立项初期，制作团队想利用二次元奇幻元素与现代潮流元素的结合制作一款有现代风格的游戏。当时游戏世界观已经颇具雏形，但展现形式仍未确定，游戏玩法也仍处于混沌期。经过探索与磨合，制作组最终确定基于塔防游戏制作玩法，使用视觉小说形式展现剧情。
2017年9月8日，《明日方舟》在哔哩哔哩平台公开了首个概念宣传视频，引发玩家广泛关注。

### 技术实现与游戏测试
《明日方舟》选用了较为成熟的Unity引擎进行开发。在关卡内视觉展现上，制作组使用三维模型与偏写实的渲染实现关卡场景搭建，使用二维展现关卡地图与画面风格，尤其在可操作角色在关卡内的展现上使用了二维Q版小人，形成了较为独特的视觉风格。
2017年12月1日，《明日方舟》启动第一次删档测试“唤醒测试”，8个月后的2018年7月20日启动了第二次删档测试“回声测试”。两次测试获得了巨大人气，甚至出现高价收购测试激活码的情况，引发玩家对发放激活码方式不妥的不满而涌入游戏评论区进行负面评价。但在此风波之外，大部分玩家对风格不同于当时手游业界的《明日方舟》持普遍好评，认为游戏令人耳目一新，例如由游戏制作人海猫络合物主导的游戏用户界面:副刊 p.23采用了简洁的美术元素，进一步突出科幻感；游戏的塔防玩法加入了即时性，玩家可以在地图放置道具使得敌人行动路线改变等。
在取得中华人民共和国国家新闻出版广电总局批准出版运营的游戏版号后。最后一次付费删档测试“收束测试”于正式公测前的2019年3月29日进行。与前两次测试不同，该次测试不限制人数，测试开始前的预下载单日高达13万次，取得了巨大热度。与热度相反的则是该次测试的玩家口碑，由于难度曲线不合理，付费模型不佳及一系列问题，测试评价不佳。面对此问题，游戏制作组进行了紧急修改，并于同年4月27日通过直播宣布了一系列优化，重新挽回了口碑，但同时也埋下了上线后内容不足的隐患。

### 发行与上线
与以往选择与部分中国大陆手机厂商组成的“硬核联盟”等安卓应用商店进行合作发行渠道服务器不同，鹰角网络在中国内地进行《明日方舟》游戏发行时选择了自主宣传与发行、在Taptap平台发行、与哔哩哔哩游戏联合运营发行结合的方式，取得了较为成功的效果。游戏制作人海猫络合物解释选择自主发行是因为希望在游戏研发与运营的每个环节都可以由鹰角自行把关
2019年1月，游戏取得版号，在最后一次付费删档测试结束后，制作组公开将于2019年4月30日与5月1日分别在IOS与Android平台开启公测。
2020年1月16日，由悠星网络在日本、韩国及全球上线。2020年6月29日，由龙成网络在臺港澳地區推出。

## 游戏衍生
《明日方舟》制作团队在动画、音乐、漫画、演出等文化业态有较多尝试。

### 电视动画
《明日方舟》电视动画由游戏日本发行商悠星旗下动画子公司Yostar Pictures制作，基于游戏主线剧情改编。第1期《明日方舟：黎明前奏》首播于2022年10月28日，第2期《明日方舟：冬隐归路》首播于2023年10月6日，第3期《明日方舟：焰烬曙明》首播于2025年7月4日。

#### 制作人员
- 原作：鹰角网络/蒙塔山工作室
- 角色原案：唯@W（王卫琦）
- 监督：渡邊祐記
- 副监督：西川將貴（第1期-第3期）、道解慎太郎（第2期）
- 動畫角色設定：高藤彩
- 系列構成：Yostar Pictures
- 道具設定：若山温
- 美術監督：大西穰（BIC STUDIO）
- 美術設定：坂本龍（BIC STUDIO）
- 色彩設計：後藤惠子
- 攝影監督：棚田耕平（Graphinca，第1期-第3期）、蔡彩云（第3期）
- CG导演：上野雄大（IKIF+ Inc.，第3期）
- 編輯：重村建吾
- 音響監督：渡邊祐記
- 音响效果：川田清贵（第3期）
- 音樂：林友樹
- 音樂製作：Legendoor（第1期-第3期）、groundinglab（第3期）
- 動畫製作：Yostar Pictures
- 動畫製作人：畑岳央
- 出品人：黄一峰、姚蒙
- 总制片人：海猫络合物（钟祺翔）
- 製作：鹰角网络蒙塔山工作室、悠星、Yostar Pictures

#### 主題曲
| 曲名          | 类型     | 主唱                                  | 作词                                     | 作曲                | 编曲              |
| 黎明前奏      | 黎明前奏 | 黎明前奏                              | 黎明前奏                                 | 黎明前奏            | 黎明前奏          |
| ------------- | -------- | ------------------------------------- | ---------------------------------------- | ------------------- | ----------------- |
| Alive         | 片头曲   | ReoNa                                 | rui（fade）、ReoNa                       | rui（fade）         | 堀江晶太          |
| BE ME         | 片尾曲   | Doul                                  | Doul、Konnie Aoki                        | Doul、URU           | URU、Doul         |
| 冬隐归路      |          |                                       |                                          |                     |                   |
| ACHE in PULSE | 片头曲   | MYTH & ROID                           | MYTH & ROID（日文） G-angle miuG（中文） | MYTH & ROID         | MYTH & ROID       |
| R.I.P.        | 片尾曲   | ReoNa                                 | （日文） 刘婧荦（中文）                  | 毛蟹（LIVE LAB.）   | 毛蟹（LIVE LAB.） |
| Lullabye      | 插曲     | 霜星（日文版：高垣彩陽/中文版：kiyo） | （日文） G-angle miuG（中文）            | Obadiah Brown-Beach | 林友树            |
| 焰燼曙明      |          |                                       |                                          |                     |                   |
| End of Days   | 片头曲   | ReoNa                                 |                                          |                     |                   |
| ruth          | 片尾曲   | 糸奇はな                              |                                          |                     |                   |

#### 各話列表
| 話數     | 日文標題 | 中文標題 | 劇本                      | 分鏡               | 演出               | 作畫監督 | 首播日期        |
| 黎明前奏 | 黎明前奏 | 黎明前奏 | 黎明前奏                  | 黎明前奏           | 黎明前奏           | 黎明前奏 | 黎明前奏        |
| -------- | -------- | -------- | ------------------------- | ------------------ | ------------------ | --- | --------------- |
| 第1話    |          | 覺醒     | 鷹角網絡、Yostar Pictures | 渡邊祐記           | 渡邊祐記           | 高藤彩 | 2022年 10月28日 |
| 第2話    |          | 危殆     | 鷹角網絡、Yostar Pictures | 渡邊祐記           | 邵伊怡             | 萩原弘光、于卓鷲、高藤彩 | 11月4日         |
| 第3話    |          | 歸家     | 鷹角網絡、Yostar Pictures | 石山貴明、渡邊祐記 | 前田基匡           | Studio Palette、Yostar Pictures、渡邊祐記 | 11月11日        |
| 第4話    |          | 契約     | 水月秋                    | 西川將貴           | 中邑正             | 磯野智、佐佐木政勝、高藤彩 | 11月18日        |
| 第5話    |          | 信賴     | 水月秋                    | 道解慎太郎         | 邵伊怡             | 森七奈、、于卓鷲、胡峰城、高藤彩 | 11月25日        |
| 第6話    |          | 急襲     | 水月秋                    | 西川將貴           | 橫內一樹           | st.SILVER、櫻井祐哉、高藤彩 | 12月2日         |
| 第7話    |          | 邂逅     | 水月秋                    | 西川將貴           | 西川將貴           | 寺尾憲治、糸山禮央、金到暎、高藤彩 | 12月9日         |
| 第8話    |          | 歧路     | 鷹角網絡、Yostar Pictures | 渡邊祐記           | 渡邊祐記           | 高藤彩、蒲原果步子、永井里奈、清水海都、渡邊祐記 | 12月16日        |
| 冬隱歸路 |          |          |                           |                    |                    | |                 |
| 第9話    |          | 序歌     | 鷹角網絡、Yostar Pictures | 道解慎太郎         | Yostar Pictures    | 蒲原果步子、糸山禮央、金到暎、立野杏奈、st.SILVER、櫻井祐哉 | 2023年 10月6日  |
| 第10話   |          | 變局     | 鷹角網絡、Yostar Pictures | 西川將貴           | 西川將貴、山崎立士 | 竹本未希、、村上貴哉、谷口圓來、田坂千晴、川崎美穗、立野杏奈、小木曾遙、G CHANNEL、松本裕一、高藤彩、清水海都                                                                                              | 10月13日        |
| 第11話   |          | 呼應     | 鷹角網絡、Yostar Pictures | 豬狩崇             | Yostar Picures     | 村上貴哉、金到暎、竹本未希、寺枆憲治、守重螢、G CHANNEL | 10月20日        |
| 第12話   |          | 未決     | 鷹角網絡、Yostar Pictures | 道解慎太郎         | 井分詢也           | 竹本未希、村上貴哉、、川崎美穗、小木曾遥、須佐祥智、G CAHNNEL、松本裕一、隣animation、Nyki Ikyn、Shelia Loewito                                                                                            | 10月27日        |
| 第13話   |          | 追憶     | 鷹角網絡、水月秋          | 西川將貴           | 西川將貴           | 村上貴哉、清水海都、守重螢、立野杏奈、小暮梨奈、松本裕一 | 11月3日         |
| 第14話   |          | 徵兆     | 鷹角網絡、水月秋          | 西川將貴           | 西川將貴、棚田耕平 | 佐藤里咲、小暮梨奈、守重螢、村上貴哉、谷口圓來、山名惠、須佐祥智、小木曾遙、川崎美穗、松本裕一 | 11月10日        |
| 第15話   |          | 相識     | 鷹角網絡、水月秋          | 渡邊祐記           | 渡邊祐記           | 村上貴哉、谷口圓來、佐藤里咲、小暮梨奈、清水海都、渡邊祐記 | 11月17日        |
| 第16話   |          | 冰釋     | 鷹角網絡、水月秋          | 渡邊祐記           | 渡邊祐記           | 村上貴哉、谷口圓來、小暮梨奈、清水海都、佐藤里咲、渡邊祐記、高藤彩 | 11月24日        |
| 焰燼曙明 |          |          |                           |                    |                    | |                 |
| 第17話   |          | 離別     | 鷹角網絡、水月秋          | 西川將貴           | 清水海都           | 高藤彩、守重螢、村上貴哉、小暮梨奈、立野杏奈、Nagu、李文婧、崔芝兰、徐光咏 | 2025年 7月4日   |
| 第18話   |          | 向光     | 鷹角網絡、水月秋          | 渡邊祐記           | 井分詢也           | 高藤彩、小暮梨奈、守重螢、佐藤里咲、大空丈倭、清水海都、服部涼真、錦寬乃、劉陳軒、張硯源、蔡孟書、范言新、豪D、劉玟萓、李文婧、崔芝蘭、徐光咏、雷江龍、渡邊祐記                                            | 7月11日         |
| 第19話   |          | 兵器     | 鷹角網絡、水月秋          | 渡邊祐記、井分詢也 | 井分詢也           | 高藤彩、小暮梨奈、守重螢、谷口圓来、清水海都、錦寛乃、李文婧、崔芝蘭、徐光咏、Jang Han-byeol、Han Hye-min、尹东梅、李泽毅、齐鶴钧、张洹、赵雪莉、冯静雯、孙景辉、周俊杰、富春、Fincrossed Studio、渡邊祐記 | 7月18日         |
| 第20話   |          | 命運     | 鷹角網絡、水月秋          | 西川将貴           | 西川将貴           | 立野杏奈、守重蛍、高藤彩、大空丈倭、Fincrossed Studio、李文婧、崔芝兰、徐光咏、渡邊祐記 | 7月25日         |
| 第21話   |          | 失序     | 鷹角網絡、水月秋          | 西川将貴           | 清水海都           | 高藤彩、立野杏奈、小暮梨奈、谷口圓来、大空丈倭、清水海都、曾品喬、蔡孟書、范言新、蔣平翊、劉玟萓、李育蓁、豪D、日堯、张筱北、李泽毅、齐鶴钧、冯静雯、孙景辉、尹东梅、赵雪莉、Fincrossed Studio             | 8月1日          |
| 第22話   |          | 凜冽     | 鷹角網絡、水月秋          | 市村仁彌           | 市村仁彌           | 立野杏奈、小暮梨奈、大空丈倭、守重螢、近澤純平、佐藤里咲、高藤彩、渡邊祜記、李文婧、閆志燚、崔芝蘭、徐光咏、Fincrossed Studio、顧彬、倪孟倫、叶州志、載钰琪                                                | 8月8日          |
| 第23話   |          | 泥濘     | 鷹角網絡、水月秋          | 渡邉祐記           | 市村仁彌           | 高藤彩、小暮梨奈、立野杏奈、守重螢、大空丈倭、錦寬乃、谷口圓来、清水海都、劉玟萓、日堯、孫弘志、李文婧、崔芝蘭、徐光咏、良心、、渡邉祐記                                                                   | 8月15日         |

#### 播放电视台
日本深夜動畫：下文記載的日本国内播放時間使用日本標準時間（UTC+9）表示。因為部分時間标识會採用30小时制，因此請留意这类超过24:00的时间，其實際播放時間為翌日清晨。
| 播放日期                 | 播放時間（UTC+9） | 播放電視台     | 播放地區       |
| 黎明前奏                 | 黎明前奏          | 黎明前奏       | 黎明前奏       |
| ------------------------ | ----------------- | -------------- | -------------- |
| 2022年10月28日－12月16日 | 星期五25:23~      | 東京電視台     | 關東廣域圈     |
| 2022年10月28日－12月16日 | 星期五26:10~      | 大阪電視台     | 大阪府         |
| 2022年10月30日－12月18日 | 星期日23:30~      | BS11           | 日本全國       |
| 2022年11月5日－12月24日  | 星期六22:00~      | Animax         | 日本全國       |
| 冬隐归路                 |                   |                |                |
| 2023年10月6日－11月24日  | 星期五25:23~      | 東京電視台     | 關東廣域圈     |
| 2023年10月6日－11月24日  | 星期五26:10~      | 大阪電視台     | 大阪府         |
| 2023年10月8日－11月26日  | 星期日23:30~      | BS11           | 日本全國       |
| 2023年11月4日－12月23日  | 星期六22:30~      | Animax         | 日本全國       |
| 焰烬曙明                 |                   |                |                |
| 2025年7月4日－           | 星期五23:30~      | 東京都會電視台 | 东京都         |
| 2025年7月4日－           | 星期五24:00~      | 京都放送       | 京都府         |
| 2025年7月4日－           | 星期五24:30~      | SUN电视台      | 兵库县、大阪府 |
| 2025年7月6日－           | 星期日23:30~      | BS11           | 日本全國       |
| 2025年8月2日－           | 星期六23:30~      | Animax         | 日本全國       |

| 播放日期                 | 播放時間（UTC+9） | 播放平台 |
| 黎明前奏                 | 黎明前奏          | 黎明前奏 |
| ------------------------ | ----------------- | --- |
| 2022年10月29日－12月17日 | 星期六10:00       | d anime store Amazon Prime Video Niconico動畫 U-NEXT アニメ放題 （ 日语 ： アニメ放題） FOD ひかりTV （ 日语 ： ひかりTV） TELASA milplus （ 日语 ： milplus） ABEMA GYAO! （ 日语 ： GYAO!） 樂天電視 video market GYAO store （ 日语 ： video market GYAO store） 萬代頻道 Hulu Google Play ふらっと動画 （ 日语 ： ふらっと動画） Paravi                                            |
| 冬隐归路                 |                   | |
| 2023年10月7日－11月25日  | 星期六10:00       | ABEMA dアニメストア（本店・ニコニコ支店・for Prime Video） U-NEXT アニメ放題 DMM TV （ 日语 ： DMM TV） Amazon Prime Video Lemino （ 日语 ： Lemino） auスマートパスプレミアム （ 日语 ： auスマートパスプレミアム） J:COMオンデマンド TELASA milplus Hulu FODプレミアム FODチャンネル for Prime Video ニコニコチャンネル バンダイチャンネル ふらっと動画 |

| 播放地區 | 播放日期                 | 播放時間             | 播放平台 | 備註                           |
| 黎明前奏 | 黎明前奏                 | 黎明前奏             | 黎明前奏 | 黎明前奏                       |
| -------- | ------------------------ | -------------------- | -------- | ------------------------------ |
| 中国大陆 | 2022年10月29日－12月17日 | 星期六00:23（UTC+8） | bilibili | 包括日文配音版本及中文配音版本 |
| 冬隐归路 |                          |                      |          |                                |
| 中国大陆 | 2023年10月7日－11月25日  | 星期六00:23（UTC+8） | bilibili | 包括日文配音版本及中文配音版本 |
| 焰烬曙明 |                          |                      |          |                                |
| 中国大陆 | 2025年7月4日－           | 星期五22:30（UTC+8） | bilibili | 包括日文配音版本及中文配音版本 |

### 衍生动画
除根据主线改编的电视动画外，《明日方舟》也推出了多部迷你動畫劇集与原創網路動畫，均在官方账号免费发布。
| 动画系列           | 标题               | 类型         | 播放开始       | 播放结束       | 制作公司                          | 导演   |
| ------------------ | ------------------ | ------------ | -------------- | -------------- | --------------------------------- | ------ |
| 一周年纪念动画短片 | 一周年纪念动画短片 | ONA          | 2020年4月25日  | 2020年4月25日  | A-1 Pictures                      | -      |
| 2024特别纪念动画   | 2024特别纪念动画   | ONA          | 2024年4月27日  | 2024年4月27日  | 大火鸟文化                        | 周浩嵩 |
| 拾刀者             | 拾刀者             | ONA          | 2024年4月27日  | 2024年4月27日  | 鹰角网络重力井工作室/蒙塔山工作室 | -      |
| 鲤氏侦探事务所     | Home Service       | ONA          | 2021年10月24日 | 2021年10月24日 | 寒木春华                          | 杰里米 |
| 鲤氏侦探事务所     | 鲤氏侦探事务所     | 迷你動畫劇集 | 2022年12月23日 | 2023年2月3日   | 重力井工作室                      | 杰里米 |
| 小刻的画图写话     | 磐蟹与螺           | ONA          | 2022年4月24日  | 2022年4月24日  | 重力井工作室                      | -      |
| 小刻的画图写话     | 小刻的画图写话     | 迷你動畫劇集 | 2023年12月1日  | 2024年1月5日   | 重力井工作室                      | 五味子 |
| U探泰拉            | U探泰拉            | 迷你動畫劇集 | 2025年5月16日  | 2025年6月27日  | 重力井工作室                      | 青木純 |

### 音乐
《明日方舟》以游戏中虚构的音乐发行商“塞壬唱片”:417的名义发布与游戏有关的音乐，包括与关卡、游戏剧情等相关的音乐原声带和与游戏角色相关的角色EP，曾与诸多艺术家合作发布音乐，如横山克、Starset、DJ Okawari及ReoNa等。游戏乐曲风格多变，涵盖民谣、嘻哈、摇滚在内的多种曲风与多种语言，叙事密度高，深受玩家好评，由此《明日方舟》制作公司鹰角网络常被玩家戏称为“音角”，游戏媒体「游戏葡萄」指出，鹰角网络将“塞壬唱片”作为独立音乐品牌运营，是中国大陆手机游戏业界中较早将EP体系化制作的公司。
塞壬唱片取得了多项音乐奖项提名：角色EP《Renegade》获得2020年好莱坞音乐传媒奖电子游戏类最佳原创歌曲奖提名；同年，游戏原声带《明日方舟OST1》获得第四届唱工委音乐奖最佳电子游戏配乐奖提名；2022年，角色EP《Immutable》获得了第二十届游戏音频网络协会奖最佳原创奖提名。

### 漫画
鹰角网络通过《明日方舟》衍生作品账号“泰拉记事社”发布游戏相关漫画，已发布与出版长期连载四格漫画《123罗德岛！？》、长篇漫画系列《罗德岛源石记事》、短篇漫画系列《序言组曲》等一系列漫画，旨在拓展游戏世界观和丰富角色形象。
负责日本服务器运营的悠星亦有短篇漫画集《OPERATORS!》在日本连载，由一迅社出版单行本。

### 线下活动

#### 音乐会
除在线上发布音乐外，自2021年开始，鹰角网络还在中国大陆策划举办了“音律联觉”系列线下音乐会，演出《明日方舟》相关游戏曲目与基于其世界观创作的原创曲目，截止2025年5月已举办5届。
第一届音乐会于2021年5月2日至3日在上海世博展览馆1号馆演出。第二届音乐会“音律联觉-灯下定影”则因2019冠状病毒病疫情原因改为于上海梅赛德斯-奔驰文化中心录制，于2022年10月30日全球线上免费播出，并于2023年在上海进行线下返场演出。第三届音乐会“音律联觉-愚夜密函”于2023年4月29日至5月1日在上海旗忠森林体育城网球中心演出，场均观看人数约八千人。第四届音乐会“音律联觉-不觅浪尘”于2024年5月1日至2日、4日至5日四天举行八场，仍在旗忠网球中心举办，场均观演人数约六千人。第五届音乐会“音律联觉-熠曲丰碑”于2025年5月1日至4日在梅赛德斯-奔驰文化中心演出八场，售出近8万张门票。
“音律联觉”系列线下音乐会在游戏玩家间取得了较高热度，部分场次的门票甚至有“黄牛”抢票后进行高价倒卖，引起游戏官方重视。有业界人士提出，“音律联觉”活动规模已经“远超他的预期”。2021年“音律联觉”在中国演出行业协会发布的《2021年全国演出市场年度报告》票房、场次综合排序中位列第九，是首个登上该榜单的游戏IP；2023年音乐会取得好莱坞音乐传媒奖最佳视觉媒体现场音乐会奖项，2021年与2024年音乐会也曾两度取得该奖项提名。
而负责日韩服务器发行的悠星亦在日本与韩国举办类似线下音乐演出。

#### 线下展会
“明日方舟嘉年华”由鹰角网络于中国大陆举办，是《明日方舟》的主要线下展会，截止2024年5月已举办2届。首届明日方舟嘉年华原定于2022年10月于广州广交会展馆举办，但因2019冠状病毒病疫情原因推迟至次年4月29日至5月2日于上海世博展览馆举行，预计售出了3万余张票。第二届明日方舟嘉年华于2024年5月3日至5月5日于上海国家会展中心举办，吸引了5万余玩家参与。而除嘉年华外，鹰角网络还于2025年7月15日至8月29日在上海西岸艺术中心为游戏“集成战略”玩法举办了沉浸式线下展览。此外，发行商悠星自2023年开始于每年游戏日本服务器周年庆时期在日本举办明日方舟周年纪念展，亦有在韩国举行明日方舟Only展。

### IP衍生品
《明日方舟》周边组“朝陇山”负责中国大陆地区游戏相关周边衍生品的制作与贩售，而发行商悠星则负责日本、韩国与国际地区相关周边衍生品的制作与贩售。

### 异业合作
《明日方舟》的游戏内合作一般以实装角色、角色外观或售卖内容包为合作形式，例如与世界自然基金会、《彩虹六号：围攻》、《罗小黑战记》、《怪物猎人》、《迷宮飯》等的合作实装了新角色进入游戏，与肯德基、中国国家地理、中国航天神舟传媒等的合作实装了新角色外观，与中国电影资料馆、三丽鸥等的合作除实装了角色外观外，还在游戏内售卖若干内容包。
游戏外合作一般以IP合作形式推出合作商品，如在中国大陆地区与罗森便利店、中国邮政、奈雪的茶、名創優品等公司推出限时贩售的合作商品，在日本与精工等推出联名商品；同时也有以IP授权形式在其他游戏中出现的合作，如《喵斯快跑》、《Cytus II》、太鼓达人等实装了《明日方舟》音乐，《三角洲行动》、《Limbus Company》等实装《明日方舟》角色或角色外观等。

## 游戏影响与同人文化
《明日方舟》自首次曝光到正式上线间隔约两年时间，其间还经历「版号寒冬」的冲击，但在玩家群体中热度依然不减，在游戏正式上线前的官网预约量达到219万，上线两周下载量即突破500万，并在上线一年内四次登顶中国大陆App Store畅销榜。游戏制作人海猫络合物在多段采访中直言“成绩远远超出了我们的预期”、“没想到游戏会登顶畅销榜”，与鹰角网络合作发行服务器的哔哩哔哩游戏事业部副总经理也表示虽然预估游戏将取得巨大热度，“但没想到会‘爆’成这样”。
受游戏高热度影响，《明日方舟》使用相对较少的市场经费达成上线首月收入流水约6亿元的成绩，逼近此前《阴阳师》在中国大陆创下的二次元手机游戏月流水记录，在此后两年间全球总收入达到约7亿美元，成为全球收入最高的塔防类手机游戏。根据Sensor Tower的统计数据，《明日方舟》的海外总收入超过50亿元人民币，未计算中国大陆Android渠道收入的情况下，截止2023年11月，《明日方舟》的全球总收入达到11亿美元，截止2024年8月在除中国大陆以外游戏最大单一市场日本市场总收入达到5亿美元。
游戏亦取得众多奖项，如2019年TapTap“年度游戏大赏”的“最佳游戏”“最具影响力国产游戏”“最受玩家喜爱游戏”三项大奖，哔哩哔哩2019年“用户最喜爱手游奖”“年度最多搜索奖”“年度最受好评奖”与2020年“用户最喜爱手游奖”，App Store的2019年度本土游戏中象征优胜的“编辑之选”与印度尼西亚、泰国、新加坡和马来西亚地区的Google Play最具创新性游戏奖。
《明日方舟》构建了一个相对宏大的世界观，在具体角色与阵营设定上相对丰富的同时又有留白，加之游戏热度较高，种种因素使得玩家自发对游戏内元素的二次创作热情较高，构建了较为活跃的游戏创作者社群。游戏制作组对用户生成内容采取支持但非官方引导的态度，在不干涉创作者创作的同时，建立官方创作者社群或为创作者活动提供支持。

## 游戏评价
| 媒体          | 得分       |
| ------------- | ---------- |
| Gamezebo      | 80/100     |
| 17173网       | 8.0/10.0   |
| GameGrin      | 9.0/10.0   |
| Hardcoredroid | [ 评测 6 ] |

在游戏机制与玩法上，来自GameGrin的作者欧文·陈（Owen Chan）认为游戏的塔防机制较相对传统的塔防游戏（如《植物大战僵尸》）有较为明显的创新，玩家需要进行卡组构建并充分利用游戏机制以通关，并认为这是游戏的核心卖点之一。Gamezebo的作者格伦·威尔逊（Glenn Wilson）指出虽然游戏与传统角色扮演游戏类似，需要构建一个平衡的队伍，但游戏展现出了极高的战术深度。日本游戏媒体Fami通编辑部认为游戏中有许多元素在相同领域的塔防游戏中从未有过，并指出“战术成功并通关时的感觉会让人上瘾”，但也有如17173网在游戏开始公测时的评测指出由于游戏开发商下调了游戏前期关卡难度导致关卡消耗速度远快于开发速度，玩家极易进入无事可做的时期，导致玩家流失。
而在游戏平衡性和角色养成等方面，Polygon的茱莉亚·李（Julia Lee）对游戏平衡度给予了赞赏，认为其不需要最新的稀有角色来通关，而可以使用低稀有度的角色使用策略进行游戏，并做出“这是我唯一推荐给人们的抽卡游戏”的评价。来自NoisyPixel的作者布洛克·詹森（Brock Jensen）也认为游戏可以使用低稀有度角色通关是“出人意料的”，并对此给予好评。游戏大观网认为在《明日方舟》中“无脑氪金”能起到的作用非常小，养成低稀有度干员发挥的作用也不输于高稀有度干员。

《明日方舟》游戏主页面。页面左侧动漫人物为游戏主角“阿米娅”。

游戏评价网站的作者们也对游戏的绘画、用户界面等给予了好评。游侠网对《明日方舟》不同于同期其他很多二次元游戏的角色服装设计和现实主义美术风格表达出了兴趣，结合科幻感的用户界面，他们认为这种风格上的突出“奠定了第一眼优势”。蓝叠内容组的评测作者认为游戏干员的立绘非常的精细，“很少在其他塔防游戏中找到这种制作水平”。
游戏的剧情和世界观方面也有众多游戏评价网站进行评价。游戏大观网认为游戏整体基调中包含了“二次元手游中少有的压力与史诗感”，游戏的人物设定也包含了世界观独特的气质使干员形象较为饱满，并引述玩家评价表示游戏环环相扣的剧情“足以使《明日方舟》成为一款优秀的视觉小说”。来自GameRes游资网的作者指出《明日方舟》的剧情“无疑是一个重要的卖点”，但指出游戏前三章的剧情仍然不够丰满，台词设计粗糙和剧情走向套路化也是一大问题。来自HardcoreDroid的作者帕姆·K·费迪南德（Pam K. Ferdinand）认为游戏美术在剧情展现上令人印象深刻，但剧情穿插在关卡前后与剧情文本量大令她感到有些许不适。

## 争议
自游戏上线以来，《明日方舟》经历了多次因多种原因导致的泄漏游戏未公开内容的事件，鹰角网络多次进行泄密来源追溯与追责，引发游戏社区热议。
《明日方舟官方美术设定集VOL.1》作为游戏的第一部美术设定集，在线上开售仅1小时即突破10万销量，预售截止预计销量达28万套。但由于当时的游戏美术总监王卫琦处于工作交接期，美术团队失误等原因导致设定集出现内容不详实、排版等问题，引起玩家不满。王卫琦决定推动设定集的重置，最终在游戏三周年直播时公布免费为购买了第一部设定集的玩家寄送《明日方舟美术设定集VOL.1 RESET版》。
在《明日方舟》2周年特别活动后三个月内，游戏均未有重大更新内容。“2021年‘夏日嘉年华’活动”中，由于无提前预告限定干员实装，且新实装的限定干员“假日威龙陈”立绘出现质量低等问题，玩家掀起强烈不满的声浪。游戏官方在随后优化了角色立绘并向玩家道歉但未说明为何无提前预告新增限定抽卡活动，依旧未取得玩家谅解。
为游戏角色“白金”配音的的日语配音演员茅野愛衣在2021年参拜日本靖国神社，其配音被迅速撤换。与之类似，为游戏角色“极境”配音的森久保祥太郎出演涉及新疆維吾爾人問題的朗读剧，因而被中國大陸網民指控支持新疆独立运动，其游戏内配音亦被更换。
游戏角色“阿斯卡纶”的角色外观被指部分挪用怪物猎人系列的美术纹理资源，鹰角网络随后使用官方运营号致歉并替换了游戏内立绘，且开除了其画师。

## 备注
1. ↑  迫江沙羅、川添亞希子
2. ↑  高藤彩、蒲原果步子、村上貴哉、清水海都、羅璨然、金到暎、立野杏奈、守重螢、永井里奈、小暮梨奈

### 官方信息

#### 公告
1. ↑  明日方舟（龍成網路）. . 2024-02-20  [2025-04-05].
2. 1 2  . ak.hypergryph.com. 2019-04-18  [2020-08-15]. （原始内容存档于2020-04-14）.
3. ↑  Arknights Operation Team. . Yostar. 2020-01-16  [2025-08-01] （英语）.
4. ↑  . 《明日方舟》官方网站.   [2025-06-09]. （原始内容存档于2024-07-20） （中文（中国大陆））.
5. ↑  . 《明日方舟》官方网站.   [2025-07-20]. （原始内容存档于2023-04-15）.
6. ↑  . 《明日方舟》官方网站.   [2025-07-20].
7. ↑  . 《明日方舟》官方网站.   [2025-07-20]. （原始内容存档于2025-07-24）.
8. ↑  . 《明日方舟》官方网站.   [2025-07-22]. （原始内容存档于2025-03-17）.
9. ↑  . 《明日方舟》官方网站.   [2025-07-22]. （原始内容存档于2024-12-08）.
10. ↑  . 《明日方舟》官方网站.   [2025-07-22]. （原始内容存档于2024-12-08）.
11. ↑  . 《明日方舟》官方网站.   [2025-07-22]. （原始内容存档于2024-04-18）.
12. ↑  . 《明日方舟》官方网站.   [2025-07-22]. （原始内容存档于2024-06-17）.
13. ↑  . 《明日方舟》官方网站.   [2025-07-22].
14. ↑  . 《明日方舟》官方网站.   [2025-07-22].
15. ↑  . 《明日方舟》官方网站.   [2025-07-22]. （原始内容存档于2025-04-19）.
16. ↑  . 《明日方舟》官方网站.   [2025-07-22]. （原始内容存档于2025-02-16）.
17. ↑  . 《明日方舟》官方网站.   [2025-07-22].
18. ↑  . 《明日方舟》官方网站.   [2025-07-22]. （原始内容存档于2025-04-18）.
19. ↑  @Arknights_EN.  (推文). 2020-12-01 –Twitter.
20. ↑  . 新浪微博.   [2025-07-31].

#### 游戏设定集
1. 1 2 3 4 5 6 7 8 9 10 11 12 13 14 15 16 17  E. E. 埃里克森（游戏虚构角色）. . 杭州: 浙江摄影出版社. 2023. ISBN 9787551447263.
2. 1 2  鹰角网络. . 杭州: 浙江人民美术出版社. 2023. ISBN 9787534079900.
3. 1 2 3  鹰角网络. . 杭州: 浙江人民美术出版社. 2022. ISBN 9787534096501.

#### 衍生作品
1. ↑  . 電視動畫「明日方舟 黎明前奏」官方網站.   [2022-11-01]. （原始内容存档于2022-11-09） （日语）.
2. 1 2  . 『アークナイッ』TVアニメシリーズ公式サイト.   [2022-10-24]. （原始内容存档于2022-10-22） （日语）.
3. ↑  明日方舟. . 哔哩哔哩. 2020-04-25  [2025-08-10] （英语及日语）.
4. ↑  . 哔哩哔哩. 2024-04-27  [2025-08-08] （英语）.
5. ↑  明日方舟. . 哔哩哔哩. 2024-04-27  [2025-08-06] （日语及中文）.
6. ↑  . 哔哩哔哩.   [2025-06-09]. （原始内容存档于2025-07-26） （日语及中文）.
7. ↑  . 哔哩哔哩.   [2025-06-09]. （原始内容存档于2025-06-25） （日语及中文）.
8. ↑  . 哔哩哔哩.   [2025-06-09] （日语及中文）.
9. ↑  .   [2025-06-07]. （原始内容存档于2022-10-11）.

### 访谈
1. ↑  四十二, 萝卜萝卜萝. . gcores.com (). 机核 Gadio Pro. 2025-07-15  [2025-07-19].
2. 1 2 3 4 5  ARNwing, NJBK. . gcores.com (). 机核CLIPS. 2023-02-12  [2025-06-03].
3. 1 2  . Unity官方开发者社区. 2020-12-04  [2025-06-04]. （原始内容存档于2024-08-07）.
4. 1 2  . 新浪游戏. 2019-06-05  [2025-07-19].
5. ↑  . Taptap. 2018-07-20  [2025-06-04].
6. ↑  . 手游那点事.   [2025-07-27]. （原始内容存档于2022-07-22）.
7. ↑  Netzer, Jordan von. . Game World Observer. 2022-05-09  [2025-06-07].
8. ↑  游戏葡萄. . 微信公众平台.   [2025-07-29].
9. ↑  . 游戏陀螺.   [2025-07-26]. （原始内容存档于2025-05-18）.

### 评测
1. 1 2  Lee, Julia. . Polygon. 2020-10-30  [2025-07-30]. （原始内容存档于2022-06-20） （美国英语）.
2. 1 2 3 4  BlueStacks Content Team. . Bluestacks. 2024-01-07  [2025-08-01]. （原始内容存档于2025-07-09） （英语）.
3. 1 2  Wilson, Glenn. . Gamezebo. 2020-05-03  [2025-07-28]. （原始内容存档于2024-12-15） （英国英语）.
4. 1 2  . 17173新游频道. 2019-05-18  [2025-07-28]. （原始内容存档于2019-12-29）.
5. 1 2  Chan, Owen. . GameGrin. 2021-02-20  [2025-07-28]. （原始内容存档于2025-04-03） （英语）.
6. 1 2  Ferdinand, Pam K. . Hardcore Droid. 2020-02-11  [2025-07-28]. （原始内容存档于2025-03-23） （美国英语）.
7. ↑  . ファミ通. 2020-08-20  [2025-07-30] （日语）.
8. ↑  Jensen, Brock. . Noisy Pixel. 2020-01-29  [2025-07-30]. （原始内容存档于2022-06-20） （美国英语）.
9. ↑  . 游侠手游.   [2025-07-30]. （原始内容存档于2020-01-31）.

### 攻略
1. ↑  . mumu模拟器. 2022-09-09  [2025-08-01] （中文（中国大陆））.
2. 1 2  歐敬洛. . 香港01. 2019-05-06  [2025-08-01] （中文（香港））.
3. ↑  . 游侠手游. 2023-11-06  [2025-08-01] （中文（中国大陆））.
4. ↑  一只小编辑OVO. . 3DM手游. 2022-04-26  [2025-08-01]. （原始内容存档于2022-04-26） （中文（中国大陆））.

### 其他
1. ↑  Edward. . 巴哈姆特. 2018-12-21  [2019-05-06]. （原始内容存档于2019-05-06）.
2. ↑  . Gamasutra. 2019-05-30  [2020-08-15]. （原始内容存档于2020-08-21）.
3. ↑  . mem.seiee.sjtu.edu.cn.   [2022-04-30]. （原始内容存档于2022-06-20）.
4. 1 2 3  胡家铭. . 雷峰网.   [2025-06-01].
5. 1 2  . 游戏大观.   [2025-06-01]. （原始内容存档于2024-12-05）.
6. ↑  sina_mobile. . finance.sina.cn. 2021-05-27  [2025-08-04].
7. 1 2  浔阳. . GameRes游资网. 2025-07-18  [2025-07-31].
8. ↑  . 游侠网. 2022-01-09  [2025-08-01]. （原始内容存档于2022-01-14） （中文（中国大陆））.
9. ↑  一只小编辑OVO. . 3DM手游. 2021-04-26  [2025-08-01] （中文（中国大陆））.
10. ↑  竞核. . 36氪. 2025-08-01  [2025-08-01] （中文（中国大陆））.
11. ↑  游戏葡萄（转载）. . 游资网. 2019-06-17  [2025-08-01] （中文（中国大陆））.
12. ↑  月下. . 游戏茶馆. 2023-02-06  [2025-07-31].
13. ↑  竞核. . 微信公众平台.   [2025-06-04].
14. ↑  . 游戏大观. 2019-05-08  [2025-06-04]. （原始内容存档于2025-06-19）.
15. ↑  . 游民星空.   [2025-06-04].
16. ↑  游戏葡萄. . 微信公众平台. 2018-07-30  [2025-06-04].
17. ↑  靈時Reitoki. . udn遊戲角落. 2018-08-06  [2025-06-04]. （原始内容存档于2025-04-28）.
18. ↑  . 手游那点事. 2018-07-22  [2025-06-04]. （原始内容存档于2025-06-17）.
19. ↑  . 游民星空. 2019-03-29  [2025-06-04]. （原始内容存档于2019-04-07）.
20. ↑  宇宙. . 3DM手游.   [2025-07-28].
21. ↑  游戏茶馆. . 微信公众平台. 2019-05-08  [2025-06-04].
22. ↑  东北证券. . 智通财经. 2021-04-01  [2025-06-04].
23. ↑  李静. . 时代在线. 2021-01-04  [2025-06-05]. （原始内容存档于2021-01-18）.
24. ↑  . 游民星空. 2019-01-25  [2025-06-04].
25. ↑  Mr. Qoo. . QooApp : Anime Game Platform. 2020-01-08  [2025-08-14] （中文（繁體））.
26. ↑  . 4Gamer.   [2025-08-01]. （原始内容存档于2025-06-28） （日语）.
27. ↑  . 4Gamer. 2020-01-08  [2025-08-01]. （原始内容存档于2021-02-26） （日语）.
28. ↑  . www.thisisgame.com. 2022-01-17  [2025-08-01] （韩语）.
29. ↑  . 巴哈姆特電玩資訊站. 2020-06-29  [2025-08-01]. （原始内容存档于2025-06-12） （中文（臺灣））.
30. ↑  . 巴哈姆特電玩資訊站.   [2025-08-01]. （原始内容存档于2025-05-15） （中文（臺灣））.
31. ↑  . 上海市嘉定区人民政府. 2022-12-04  [2025-06-07].
32. ↑  . 手游那点事. 2021-05-06  [2025-06-07]. （原始内容存档于2025-06-07）.
33. ↑  April 26, Chad ChildersPublished:. . Loudwire.   [2021-04-28]. （原始内容存档于2021-05-15） （英语）.
34. ↑  . Sony Music.   [2025-06-07]. （原始内容存档于2024-09-20）.
35. ↑  许旸. . 新华网. 2021-08-02  [2025-06-07]. （原始内容存档于2021-08-02）.
36. 1 2  解放日报 施晨露. . 上观新闻. 2025-05-03  [2025-06-20].
37. ↑  游戏葡萄. . 微信公众平台. 2022-11-04  [2025-06-07]. （原始内容存档于2025-06-07）.
38. ↑  . 4Gamer. 2021-01-26  [2025-06-07] （日语）.
39. ↑  . www.cmicawards.org.cn.   [2025-06-07]. （原始内容存档于2019-07-17）.
40. ↑  . 游民星空. 2022-04-25  [2025-06-07]. （原始内容存档于2025-06-07）.
41. ↑  . 一迅社WEB.   [2025-06-07]. （原始内容存档于2025-06-14）.
42. ↑  . 游戏大观. 2022-10-31  [2025-06-20]. （原始内容存档于2025-06-20）.
43. ↑  . 上观新闻. 2023-05-01  [2025-06-21].
44. ↑  . 上海新闻网. 2024-05-03  [2025-06-20]. （原始内容存档于2025-06-20）.
45. ↑  游戏动力. . 微信公众平台.   [2025-06-29].
46. ↑  游戏葡萄. . 腾讯新闻. 2023-04-15  [2025-06-29].
47. ↑  . 游戏陀螺. 2022-04-29  [2025-06-09]. （原始内容存档于2025-03-16）.
48. ↑  . Hollywood Music In Media Awards.   [2025-06-29]. （原始内容存档于2023-11-20） （美国英语）.
49. ↑  . Hollywood Music In Media Awards.   [2025-06-29]. （原始内容存档于2021-11-18） （美国英语）.
50. ↑  . Hollywood Music In Media Awards.   [2025-06-29]. （原始内容存档于2025-05-04） （美国英语）.
51. ↑  김도형.  [【体验记】真正的先锋派音乐会……令五年等待值得的《明日方舟》交响音乐会]. Gamey.kr. 2025-04-28  [2025-07-19] （韩语）.
52. ↑  ヨシムネ. . 電ファミニコゲーマー. 2025-07-09  [2025-07-19]. （原始内容存档于2025-07-15） （日语）.
53. ↑  游戏葡萄. . 微信公众平台.   [2025-07-23].
54. ↑  中国音数协游戏工委. . 微信公众平台. 《全球产品创新与企业公益并举——鹰角网络的探索经验》视频19:38.   [2025-07-23].
55. ↑  . 徐汇区人民政府.   [2025-07-23].
56. ↑  . 4Gamer.net.   [2025-07-20]. （原始内容存档于2025-01-05） （日语）.
57. ↑   [【照片】 这是前卫的明日方舟粉丝节]. Gametrics. 2024-04-28  [2025-07-20] （韩语）.
58. ↑  晓颖. . 3DM手游. 2020-10-28  [2025-07-21]. （原始内容存档于2021-05-12）.
59. ↑  . MMORPG.com. 2025-04-11  [2025-07-21]. （原始内容存档于2025-04-11） （英语）.
60. ↑  机核. . 微信公众平台.   [2025-07-22].
61. ↑  . 游戏大观.   [2025-07-22].
62. ↑  Garrard, Steven. . ScreenRant. 2025-07-20  [2025-07-22] （英语）.
63. ↑  游戏葡萄. . 微信公众平台.   [2025-07-23].
64. ↑  . 游民星空.   [2025-07-23]. （原始内容存档于2019-06-24）.
65. ↑  . GameRes游资网.   [2025-07-26]. （原始内容存档于2020-08-11）.
66. ↑  证券日报之声. . 东方财富网.   [2025-07-26].
67. ↑  . 时代财经.   [2025-07-26]. （原始内容存档于2024-12-24）.
68. ↑  . Sensor Tower.   [2025-07-26]. （原始内容存档于2024-11-30） （日语）.
69. ↑  . Sensor Tower.   [2025-07-26]. （原始内容存档于2025-04-27） （日语）.
70. ↑  . TapTap.   [2025-07-27].
71. ↑  . 电玩巴士.   [2025-07-27].
72. ↑  . 哔哩哔哩.   [2025-07-27]. （原始内容存档于2025-03-17）.
73. ↑  . 游戏陀螺.   [2025-07-27]. （原始内容存档于2025-05-24）.
74. ↑  游戏研究社. . 微信公众平台.   [2025-07-28].
75. ↑  游戏研究社. . 微信公众平台.   [2025-07-28]. （原始内容存档于2022-05-06）.
76. ↑  游戏葡萄. . 微信公众平台.   [2025-07-28].
77. ↑  游戏那点事Gamez. . 微信公众平台. 2025-07-28.
78. 1 2  . 游戏大观.   [2025-07-30]. （原始内容存档于2025-06-19）.
79. ↑  浔阳. . GameRes游资网. 2019-05-09  [2025-07-30].
80. ↑  . 游民星空.   [2025-07-31].
81. ↑  游戏茶馆. . 微信公众平台.   [2025-07-30].
82. ↑  . 机核.   [2025-07-30]. （原始内容存档于2025-05-24） （中文）.
83. ↑  雷科技. . 36氪. 2021-08-04  [2025-08-04] （中文（中国大陆））.
84. ↑  雷科技. . 界面新闻 · JMedia. 2021-08-03  [2025-08-04] （中文（中国大陆））.
85. ↑  凤凰风视频. . 凤凰网. 2021-02-13  [2021-02-13]. （原始内容存档于2021-05-09） （中文（中国大陆））.
86. ↑  姆咪姆咪. . 巴哈姆特電玩資訊站. 2021-06-21  [2021-06-21]. （原始内容存档于2021-06-29） （中文（臺灣））.
87. ↑  . 華視新聞網. 2025-03-16  [2025-07-31]. （原始内容存档于2025-08-04） （中文（臺灣））.
88. ↑  . 巴哈姆特電玩資訊站. 2025-03-14  [2025-08-04] （中文（臺灣））.
89. ↑  . 游戏大观.   [2025-07-31].